# Liste du patrimoine immobilier classé de Honnelles
Cette page regroupe l'ensemble du patrimoine immobilier classé de la ville belge de Honnelles.
| Objet                                                                               | Année de construction / Architecte | Adresse                    | Section communale | Coordonnées                      | Numéro d’inventaire | Illustration                                                                        |
| ----------------------------------------------------------------------------------- | ---------------------------------- | -------------------------- | ----------------- | -------------------------------- | ------------------- | ----------------------------------------------------------------------------------- |
| Vallée de la Honnelle et le Caillou qui bique (Caillou-qui-Bique)                   |                                    |                            |                   | 50° 21′ 37″ nord, 3° 41′ 37″ est | 53083-CLT-0001-01   | Vallée de la Honnelle et le Caillou qui bique (Caillou-qui-Bique)                   |
| Ferme du château: pigeonnier                                                        |                                    | Rue Grande, n°18, Onnezies |                   | 50° 21′ 52″ nord, 3° 43′ 02″ est | 53083-CLT-0002-01   | Image manquanteTéléverser                                                           |
| L'église Saint-Martin                                                               |                                    | Angre                      |                   | 50° 22′ 05″ nord, 3° 41′ 42″ est | 53083-CLT-0003-01   | L'église Saint-Martin                                                               |
| Château de Roisin : anciennes dépendances dites les tourelles (façades et toitures) |                                    |                            |                   | 50° 19′ 53″ nord, 3° 41′ 53″ est | 53083-CLT-0004-01   | Château de Roisin : anciennes dépendances dites les tourelles (façades et toitures) |